# Рольдан (Санта-Фе)
Рольдан (исп. Roldán) — город и муниципалитет в департаменте Сан-Лоренсо провинции Санта-Фе (Аргентина).

## История
После того, как в конце XVIII века король Карл III изгнал иезуитов из Испании, эти земли приобрёл Фелипе М. де Рольдан.
В 1866 году здесь была построена железнодорожная станция, и начал расти населённый пункт. Так как первые иммигранты сюда прибыли из Швейцарии, то изначально станция и посёлок получили название Бернстадт, но потом были переименованы в Рольдан.
В 1987 году Рольдан получил статус города.